# Fillmore East 1968
Fillmore East 1968 je koncertní dvojalbum skupiny Iron Butterfly. Album bylo nahráno ve dnech 26. a 27. dubna 1968 ve Fillmore East v New Yorku. Na albu jsou písně z jejich prvního alba Heavy a také tři skladby z druhého alba In-A-Gadda-Da-Vida, které vyšlo až dva měsíce po těchto koncertech, jedná se o skladby „Are You Happy“ „My Mirage“ a „In-A-Gadda-Da-Vida“. Album vyšlo 17. října 2011 u Rhino Records.

## Seznam skladeb
| Disk 1 | Disk 1               | Disk 1 |
| Pořadí | Název                | Délka  |
| ------ | -------------------- | ------ |
| 1.     | Fields of Sun        | 4:01   |
| 2.     | You Can't Win        | 3:13   |
| 3.     | Unconscious Power    | 3:04   |
| 4.     | Are You Happy        | 4:14   |
| 5.     | So-Lo                | 4:02   |
| 6.     | Iron Butterfly Theme | 4:26   |
| 7.     | Stamped Ideas        | 3:11   |
| 8.     | In-A-Gadda-Da-Vida   | 17:11  |
| 9.     | So-Lo                | 4:00   |
| 10.    | Iron Butterfly Theme | 5:00   |

| Disk 2 | Disk 2               | Disk 2 |
| Pořadí | Název                | Délka  |
| ------ | -------------------- | ------ |
| 1.     | Are You Happy        | 4:27   |
| 2.     | Unconscious Power    | 2:29   |
| 3.     | My Mirage            | 4:31   |
| 4.     | So-Lo                | 3:35   |
| 5.     | Iron Butterfly Theme | 4:35   |
| 6.     | Possession           | 5:29   |
| 7.     | My Mirage            | 4:34   |
| 8.     | Are You Happy        | 4:17   |
| 9.     | Her Favorite Style   | 2:29   |
| 10.    | In-A-Gadda-Da-Vida   | 15:20  |
| 11.    | So-Lo                | 4:26   |
| 12.    | Iron Butterfly Theme | 5:20   |

## Sestava
- Doug Ingle – zpěv, varhany
- Erik Brann – kytara
- Lee Dorman – baskytara
- Ron Bushy – bicí